# Region Västerbotten (kommunförbund)

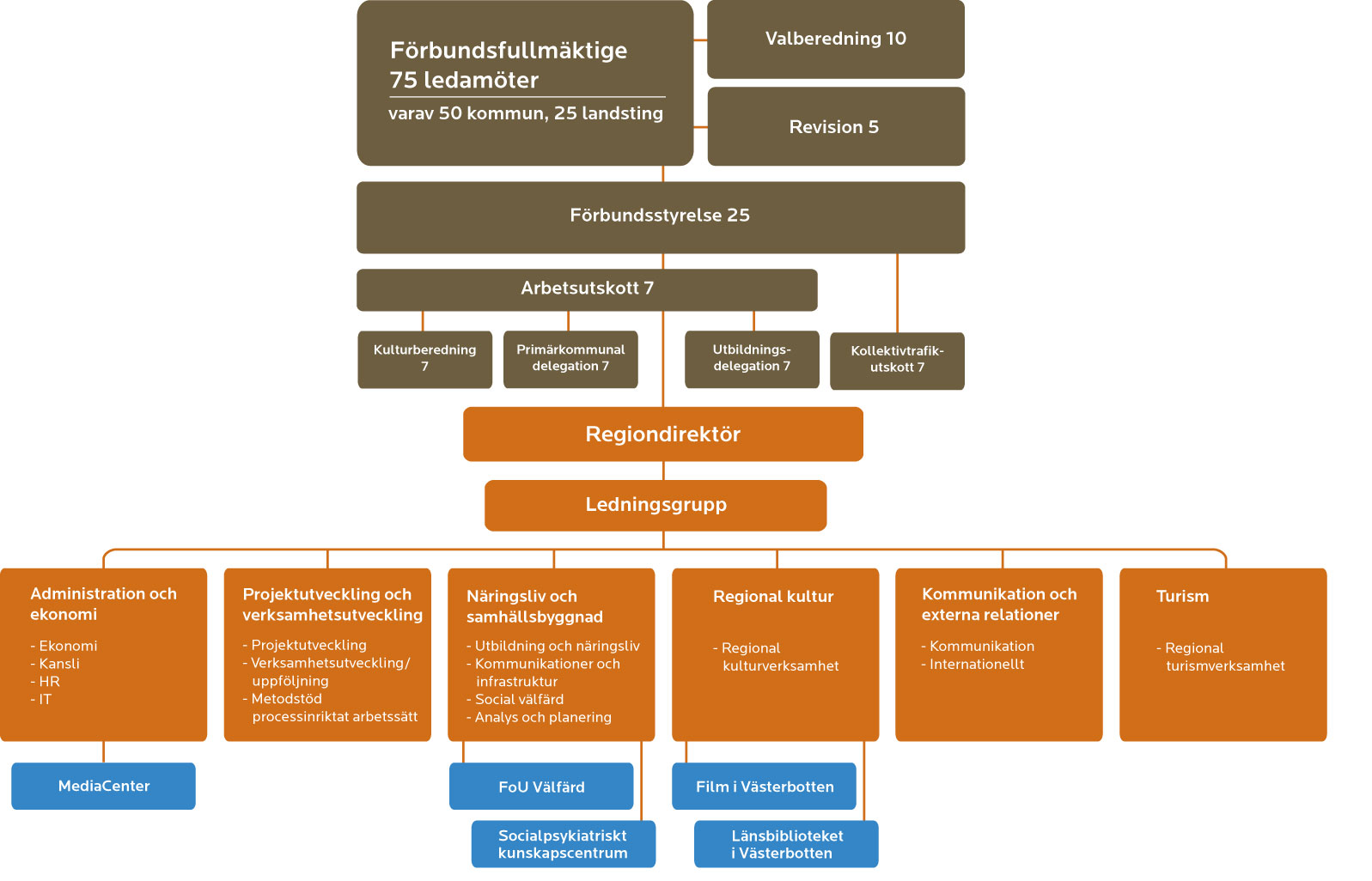
Organisationskarta över Region Västerbotten

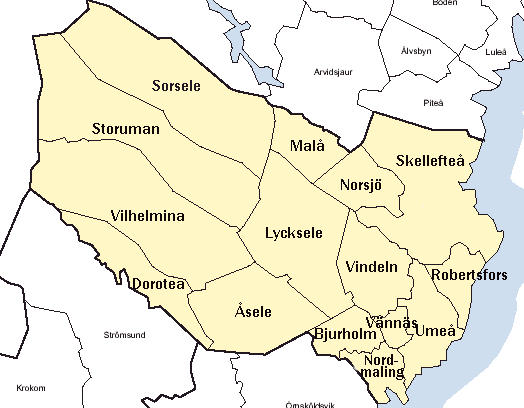
Medlemmar i Region Västerbotten var Västerbottens läns landsting och samtliga kommuner i Västerbottens län.

Region Västerbotten var namnet på ett kommunförbund som mellan 2008 och 2019 hade det regionala utvecklingsansvaret i Västerbottens län. Organisationens medlemmar var länets femton kommuner samt Västerbottens läns landsting och leddes av ett förbundsfullmäktige bestående av politiker utsedda av de deltagande kommunernas respektive fullmäktigeförsamlingar. Den 1 januari 2019 överfördes det regionala utvecklingsansvaret för samtliga län till landstingen, varpå Västerbottens läns landsting också övertog namnet Region Västerbotten.